# کالین کنی
کالین کنی (انگلیسی: Colin Kenny؛ ‏ ۴ دسامبر ۱۸۸۸ – ۲ دسامبر ۱۹۶۸) بازیگر اهل جمهوری ایرلند بود که در سال ۱۹۱۷ به ایالات متحده آمریکا مهاجرت کرد. وی بین سال‌های ۱۹۱۸ تا ۱۹۶۵ میلادی فعالیت می‌کرد.

## گزیدهٔ فیلم‌شناسی
- تارزان فرزند گوریل‌ها
- داستان عاشقانه تارزان
- ۸۱۳
- زیبای سیاه
- تخم
- وصله ناجور مهمانی آخر هفته
- سیب آدم
- دیوانه سینما
- آلیس در سرزمین عجایب
- معمای آقای ایکس
- کلایو هند
- بانی اسکاتلند
- فرشته تاریکی
- کاپیتان بلاد
- خیش و ستارگان
- شاهزاده و گدا
- فایرفلای
- ماجراهای رابین هود
- بولو
- سرود کریسمس
- رافلز
- برج لندن
- زنبور سبز
- مرد نامرئی بازمی‌گردد
- خانه هفت شیروانی
- شاهین دریا
- کاپیتان محتاط
- خبرنگار خارجی
- خشم در بهشت
- اسکاتلندیارد
- دکتر جکیل و آقای هاید
- خانم مینی‌ور
- اسکادران عقاب
- غرور یانکی‌ها
- داستان‌های منهتن
- برداشت محصول تصادفی
- شرلوک هولمز و سلاح مخفی
- شرلوک هولمز در واشینگتن
- مأموریت به مسکو
- زیبای پایدار
- وزارت ترس
- روح کانترویل
- مروارید مرگ
- هیچ جز قلب تنها
- سه بیگانه
- قتل در شب
- سال‌های سبز
- دو خواهر اهل بوستون
- شب و روز
- فریب
- حکم
- دادگاه جنایی
- گردن‌بند
- کالیفرنیا
- موسیو وردو
- کلکته
- زندگی پنهان والتر میتی
- خیابان دلفین سبز
- تبعید
- عزا برازنده الکتراست
- پرونده پاراداین
- جانی بلیندا
- عصر وحشت
- اوج التهاب
- چالشی برای لسی
- مونتانا
- همه‌چیز درباره ایو
- والنتینو
- کاراسوی بزرگ
- حد مکانی، آمریکا
- مرد آرام
- چون برای منی
- روشنی‌های صحنه
- چیزی برای پرندگان
- دختر شهر کوچک
- آقایان موطلایی‌ها را ترجیح می‌دهند
- واگن دسته موزیک
- راپسودی
- دزیره
- هیچ شغلی مثل نمایش نیست
- هوا همیشه مناسب است
- فراتر از واقع
- نخستین بانوی فروشنده دوره‌گرد
- فراتر از یک شک معقول
- جدال در اوکی کرال
- بوی خوش موفقیت
- دختران
- شاهدی برای محاکمه
- تلاش واپسین
- عمه میم
- اجبار
- شمال از شمال غربی
- میراث باد
- المر گنتری
- طلوع در کمپوبلو
- توری نیمه‌شب
- آدا
- محاکمه در نورنبرگ
- مرد موسیقی
- ماجراهای یک مرد جوان همینگوی
- کاندیدای منچوری
- کشتن مرغ مقلد
- گرگ و میش احترام
- جایزه
- بهترین مرد
- همسایه خوب، سَم
- بانوی زیبای من
- بچه سینسیناتی
- اسکار
- هتل